# Lilla Bockholm
Lilla Bockholm, finska: Pikku Pukkisaari, är en ö i Finland. Den ligger i Finska viken och i kommunen Esbo i den ekonomiska regionen  Helsingfors i landskapet Nyland, i den södra delen av landet. Ön ligger omkring 10 kilometer väster om Helsingfors.
Öns area är 1 hektar och dess största längd är 170 meter i nord-sydlig riktning.